# Джордж Сіртеш
Джордж Сіртеш (англ. George Szirtes; нар. 29 листопада 1948) — британський поет і перекладач угорського походження.

## Біографія
Народився 29 листопада 1948 року в Будапешті. У віці 8 років разом з сім'єю емігрував у Велику Британію. Його сім'я переїхала до Лондона, де він виховувався, пішов у школу, потім вивчав образотворче мистецтво в Лондоні та Лідсі. Серед його вчителів у Лідсі був поет Мартін Белл.
Вперше його вірші почали з'являтися в національних журналах у 1973 році, а його перша книга «The Slant Door» була опублікована в 1979 році. Наступного року він отримав Меморіальну премію Джефрі Фебера.
Перекладав англійською мовою вірші, прозу, драми угорських письменників Імре Мадача, Деже Костолані, Фрідьєша Карінті, Шандора Мараї, Дьюли Круді, Агнеш Немеш Надь, Дьордя Петрі, Жужи Раковскі, Ласло Краснагоркаї тощо. У 2013 році отримав премію за найкращу перекладну книгу за переклад роман «Сатанинське танго» Ласло Краснагоркаї.

## Праці

### Поезія
- Poetry Introduction 4 (Faber, 1978)
- The Slant Door (Secker & Warburg, 1979)
- November and May (Secker & Warburg, 1981)
- Short Wave (Secker & Warburg, 1984)
- The Photographer in Winter (Secker & Warburg, 1986)
- Metro (OUP, 1988)
- Bridge Passages (OUP, 1991)
- Blind Field (OUP September 1994)
- Selected Poems (OUP, 1996)
- The Red All Over Riddle Book (Faber, for children, 1997)
- Portrait of my Father in an English Landscape (OUP, 1998)
- The Budapest File (Bloodaxe, 2000)
- An English Apocalypse (Bloodaxe, 2001)
- A Modern Bestiary with artist Ana Maria Pacheco (Pratt Contemporary Art 2004)
- Reel (Bloodaxe, 2004)
- New and Collected Poems (Bloodaxe, 2008)
- Shuck, Hick, Tiffey — Three libretti for children, with Ken Crandell (Gatehouse, 2008)
- The Burning of the Books (Circle Press, 2008)
- The Burning of the Books and Other Poems (Bloodaxe, 2009)
- In the Land of the Giants — for children (Salt, 2012)
- Bad Machine (Bloodaxe, 2013)
- Bad Machine (Sheep Meadow, 2013, USA)

### Переклади
- Imre Madách: The Tragedy of Man, verse play (Corvina / Puski 1989)
- Sándor Csoóri: Barbarian Prayer. Selected Poems. (part translator, Corvina 1989)
- István Vas: Through the Smoke. Selected Poems. (editor and part translator, Corvina, 1989)
- Dezsö Kosztolányi: Anna Édes. Novel. (Quartet, 1991)
- Ottó Orbán: The Blood of the Walsungs. Selected Poems. (editor and majority translator, Bloodaxe, 1993)
- Zsuzsa Rakovszky: New Life. Selected Poems. (editor and translator, OUP March 1994)
- The Colonnade of Teeth: Twentieth Century Hungarian Poetry (anthology, co-editor and translator, Bloodaxe 1996)
- The Lost Rider: Hungarian Poetry 16–20th Century, an anthology, editor and chief translator (Corvina, 1998)
- Gyula Krúdy: The Adventures of Sindbad short stories (CEUP, 1999)
- László Krasznahorkai: The Melancholy of Resistance (Quartet, 1999)
- The Night of Akhenaton: Selected Poems of Ágnes Nemes Nagy (editor-translator, Bloodaxe 2003)
- Sándor Márai: Conversation in Bolzano (Knopf / Random House, 2004)
- László Krasznahorkai: War and War (New Directions, 2005)
- Sándor Márai: The Rebels (Knopf / Random House 2007; Vintage / Picador, 2008)
- Ferenc Karinthy: Metropole (Telegram, 2008
- Sándor Márai: Esther's Inheritance (Knopf / Random House, 2008)
- Sándor Márai: Portraits of a Marriage (Knopf / Random House, 2011)
- Yudit Kiss: The Summer My Father Died (Telegram, 2012)
- László Krasznahorkai: Satantango (New Directions, 2012)
- Magda Szabó: Iza's Ballad (Harvill Secker, 2014)